# Liste der Kulturdenkmäler in Koblenz-Lay
In der Liste der Kulturdenkmäler in Koblenz-Lay sind alle Kulturdenkmäler im Stadtteil Koblenz-Lay der rheinland-pfälzischen Stadt Koblenz aufgeführt. Grundlage ist die Denkmalliste des Landes Rheinland-Pfalz (Stand: 28. Juni 2023).

## Einzeldenkmäler
| Bezeichnung                          | Lage                                                | Baujahr                           | Beschreibung | Bild                           |
| ------------------------------------ | --------------------------------------------------- | --------------------------------- | --- | ------------------------------ |
| Wohnhaus                             | Am Kirmesplatz 11 Lage                              |                                   | massives zweigeschossiges Gebäude mit Stufengiebeln, im Kern vermutlich spätmittelalterlich | Fotos hochladen                |
| Wohnhaus                             | Hirtenstraße 1, Kaufunger Straße 16 Lage            | 1470 und 1750                     | Fachwerkhaus, teilweise massiv, Ständerbau, 1470 und 1750 | Fotos hochladen                |
| Wohnhaus                             | Hirtenstraße 7 Lage                                 | 1784                              | teilweise Fachwerk, Kellerzugang bezeichnet 1784, Hausmarke, bezeichnet 1697, wohl vom Vorgängerbau | Fotos hochladen                |
| Wohnhaus                             | Kaufunger Straße 1 Lage                             | 1417                              | dreigeschossiges Wohnhaus, teilweise Fachwerk, mehrfach umgebaut und verändert, Dachtragwerk von 1417 (dendrodatiert) | Fotos hochladen                |
| Wohnhaus                             | Kaufunger Straße 25 Lage                            | 16. Jahrhundert                   | Fachwerkhaus, teilweise massiv, vermutlich aus dem 16. Jahrhundert, teilweise Veränderung im 19. Jahrhundert | Fotos hochladen                |
| Layer Herrgott                       | Landstraße, am östlichen Ortsausgang Lage           |                                   | Wegekreuz, spätgotischer Kruzifix (über Teil eines Grabkreuzes von 1717) | Fotos hochladen                |
| Wohnhaus                             | Maistraße 1a, Kaufunger Straße 4 Lage               | um 1700                           | Eckwohnhaus, teilweise Zierfachwerk, wohl aus dem späten 17. oder frühen 18. Jahrhundert, im Erdgeschoss von Maistraße 1a wiederverwendeter Eichenbalken, nach 1250 (dendrodatiert)                                                                      | Fotos hochladen                |
| Wohnhaus                             | Maistraße 8 Lage                                    | 1562                              | Wohnhaus mit Schildgiebel, teilweise Zierfachwerk, Ständerbau, Dachstuhl 1562 (dendrodatiert); straßen- und ortsbildbestimmend | Fotos hochladen                |
| Türgewände                           | Marienstätter Straße, an Nr. 1 Lage                 | 1626                              | spätgotisches Türgewände mit Schulterbogen, Sturz und Sohlbank eines Fensters, darüber bezeichnet 1626 (aufgemalt) | Fotos hochladen                |
| Wegekreuz                            | Pastor-Simon-Straße, an Nr. 2 Lage                  | 1610 und 1784                     | Wegekreuz, Nischentyp, bezeichnet 1610 und 1784 | Fotos hochladen                |
| Katholische Pfarrkirche St. Martinus | Pastor-Simon-Straße 6 Lage                          | erste Hälfte des 13. Jahrhunderts | spätromanischer Saalbau, erste Hälfte des 13. Jahrhunderts, Umbauten im 15. und 17. Jahrhundert, Anbau, 1928/29, Architekt Peter Marx, Trier; auf dem Friedhof sechs Grabkreuze, 17. und 18. Jahrhundert; vor der Kirche Friedhofskreuz, bezeichnet 1713 | weitere Bilder Fotos hochladen |
| Carolaturm                           | südlich des Ortes, am steilen Abhang zur Mosel Lage | 1895                              | neugotischer Aussichtsturm, Schieferbruchstein, bezeichnet 1895, Architekt Stadtbaurat Friedrich Wilhelm Maeckler, Koblenz | weitere Bilder Fotos hochladen |